# Деджен Гебремескель
Деджен Гебремескель (род. 24 ноября 1989, Адди-Грат, Тыграй) — эфиопский бегун на длинные дистанции. Бронзовый призёр чемпионата мира 2011 года и серебряный призёр олимпийских игр 2012 года в беге на 5000 метров.
Серебряный призёр 10-километрового пробега World's Best 10K 2011 года с результатом 27.45. На чемпионате мира в помещении 2012 года занял 5-е место на дистанции 3000 метров. На этапе Бриллиантовой лиги в Париже 6 июля 2012 года стал победителем на дистанции 5000 метров с результатом 12.46,81 — это 5-й результат за всю историю.
Четырёхкратный победитель пробега Carlsbad 5000. На соревнованиях Folksam Grand Prix 2013 года стал победителем в беге на 10 000 метров с результатом 26.51,02.